# Drizzly Music
Die Drizzly Music Production GmbH & Co KG ist eine deutsche Plattenfirma mit Sitz in Hessen, die seit 1993 Musik und Künstler aus dem Bereich der elektronischen Musik vermarktet. Bekannte Chart-Künstler sind DJ Shog, Tukan, Green Court, Ayu oder Sharon Williams. Drizzly Music ist eine der ältesten und noch aktiven Independent Record Companies dieses Genres in Deutschland.

## Geschichte
Die Musikveteranen und Drizzly Music Gründer AL-Faris & V.O.O.D.I begannen Ende der 1980er Jahre als DJs im Frankfurter Raum aufzulegen. Zahlreiche Aufenthalte in Ibiza und der Sound von Clubs wie dem Dorian Gray prägten ihren eigenen Stil. 1991 gründete V.O.O.D.I Attic Music Production. AL-Faris arbeitete als Import & Sales Manager (1991–2010) beim Vinylvertrieb Discomania.
Gegründet 1993 im hessischen Oberursel, entstand das erste Plattenlabel, um lokalen Produzenten eine Plattform zu bieten. 
Künstler wie Andrew Wooden, Sonic Experience, AL-Faris, Andreas Krämer, Junk Project, Aquaplex, Toni Rios, Oliver Lieb, André Walter, Reysan Khan oder Solid Sleep waren u. a. die ersten regionalen Signings, die veröffentlicht wurden.
Mittlerweile haben AL-Faris & V.O.O.D.I mehr als 500 physische Singles und Alben veröffentlicht. Als Labelowner, Produzent und Remixer arbeitete AL-Faris u. a. mit Grammy Award Winner Jody Watley, Grammy Award nominated Deborah Cox, MTV Award Winner Ayumi Hamasaki (AYU), Simon Collins, Marisa Turner, Funkstar De Luxe, Mike D’Abo, Blank & Jones, DJ Antoine, Cosmic Gate, DJ Sherry, Soulshaker oder Colonel Abrams zusammen.
Im Verlauf der Jahre erweiterte sich das Künstler-Repertoire um nationale sowie internationale Künstler und Remixer sowie einer Musikverlagsedition. DJ Shog, Tukan, Green Court feat. De/Vision und Ayu wurden unter Drizzly Music zu bekannten Größen in der Dance-Szene und platzierten sich in den deutschen Album- beziehungsweise Singlecharts. Der Titel „Connected“ der japanischen Sängerin AYU (Ayumi Hamasaki), war die erste und bisher letzte japanische Full-Vocal-Single, die in Deutschland den Sprung in die offiziellen deutschen Charts schaffte. Im Laufe der Jahre wurden Produktionen und Verlagstitel aus dem Hause Drizzly Music mit Gold und Multi-Platinum ausgezeichnet.